# Zlatá stezka (sborník Prachatického muzea)
Zlatá stezka  je vlastivědný a historický sborník vydávaný v Prachaticích od roku 1994 Prachatickým muzeem. Vychází jedenkrát ročně v nákladu 150 - 300 výtisků. Zaměřuje se na oblast Prachaticka, Sušicka a dalších obcí a lokalit Šumavy. Významným tématem článků ve sborníku jsou výsledky historického a archeologického výzkumu Zlaté stezky realizovaného Prachatickým muzeem a Jihočeským muzeem v Českých Budějovicích od 90. let 20. století.Výkonným redaktorem Zlaté stezky je historik Prachatického muzea František Kubů. Vydávání řídí redakční rada složená ze zástupců muzeí a galerií regionu.

## Mezinárodní význam sborníku Prachatického muzea Zlatá stezka

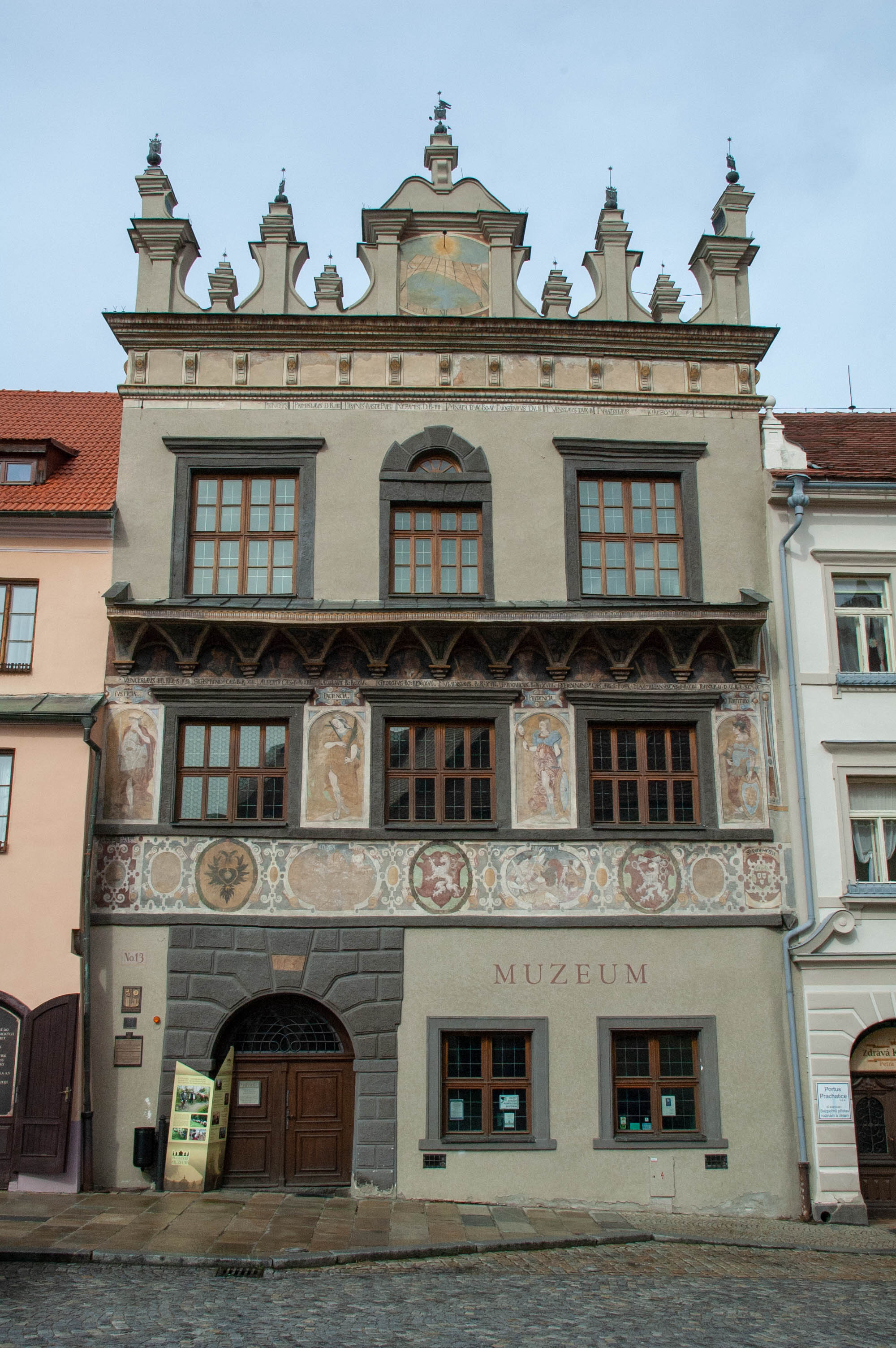
Sitrův dům, budova Prachatického muzea - vydavatele Zlaté stezky

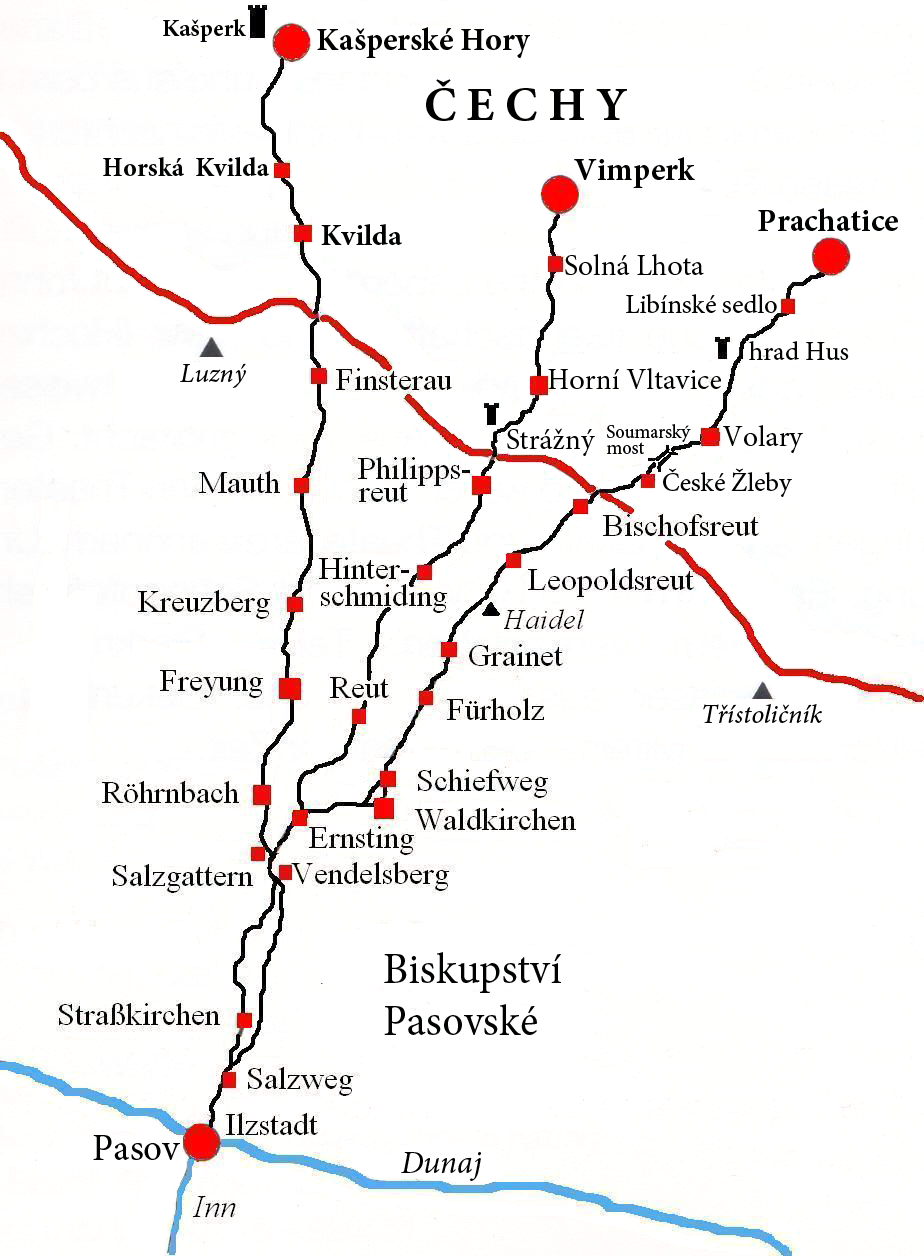
Zlatá stezka - Der Goldene Steig

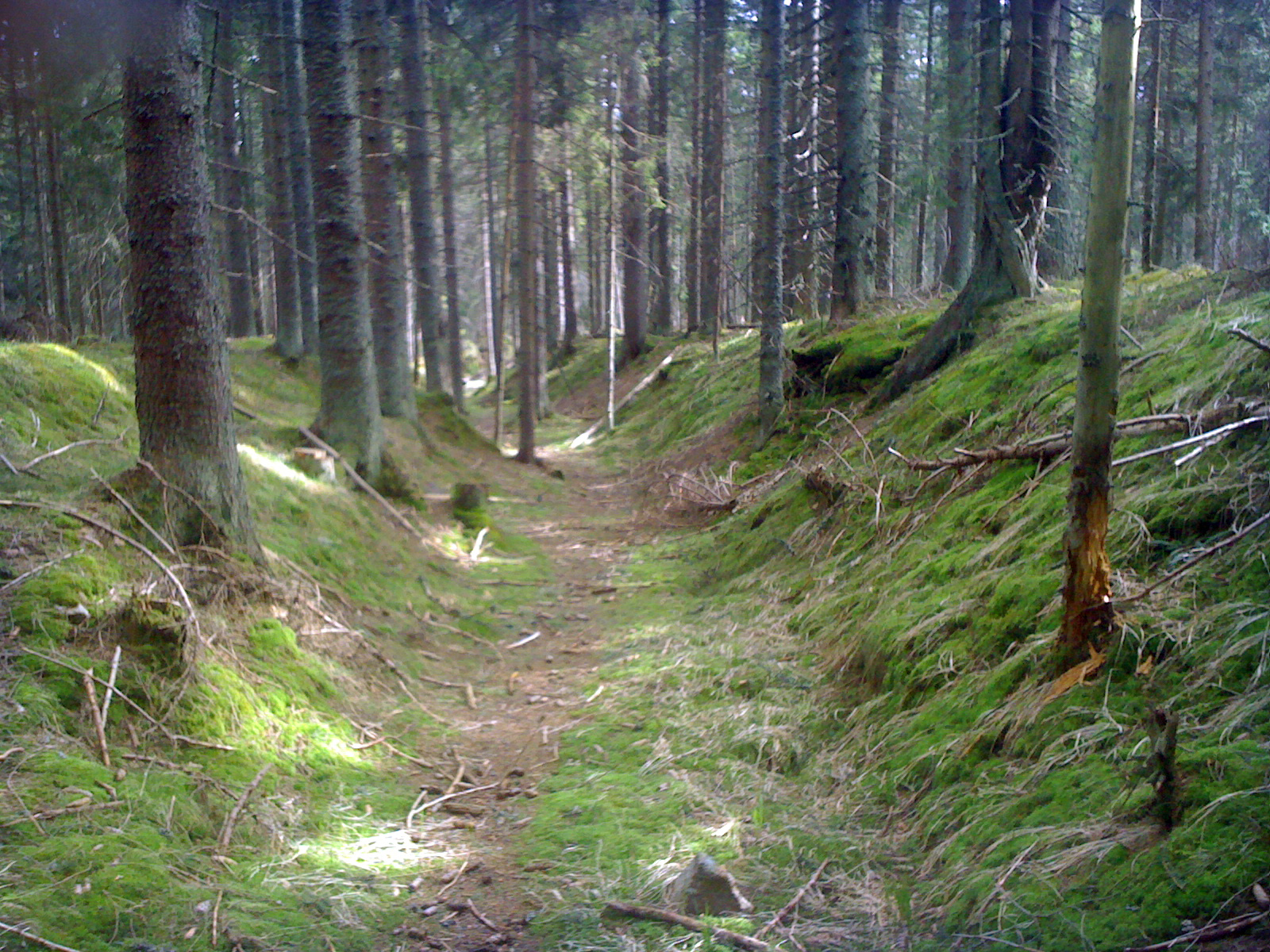
Zlatá stezka na Kvildě

Významné místo v tematickém zaměření mají články o dílčích etapách více než téměř třicetiletého výzkumu pracovníků vydavatelského muzea a Jihočeského muzea na historické dopravní tepně Zlaté stezce.Zaměření na tuto problematiku dává sborníku nejen nadregionální rozměr, ale mezinárodní dimenzi. Téma solné stezky ze Salcburku a Passau spojuje českou historii s historií rakouskou a zejména bavorskou je předmětem výzkumné a publikační spolupráce odborníků obou zemí.

## Spolupráce institucí na vydávání sborníku Zlatá stezka
Na vydávání sborníku dlouhodobě spolupracují významná muzea, archivy a další instituce Jihočeského kraje.
- Prachatické muzeum
- Státní okresní archiv Prachatice
- Jihočeské muzeum v Českých Budějovicích
- Město Prachatice

## Autoři pravidelně přispívající do sborníku Zlatá stezka
- Václav Starý, dlouholetý ředitel Státního okresního archivu v Prachaticích,[5][6][7][8]

- Pavel Fencl dlouholetý ředitel Prachatického muzea a kronikář Prachatic,[9][10][11][12][13][14][15][16][17][18]

- František Kubů
- Petr Zavřel
- Jan Antonín Mager
- Paul Praxl
- Pavla Stuchlá
- František Kotěšovec
- Jiří Krlín

### Témata článků ve sborníku Zlatá stezka
- Městská památková rezervace Prachatice - historie domů a ulic, výsledky archeologických a archívních výzkumů, obnova a rekonstrukce
- Zlatá stezka - historie obchodní stezky, výsledky archeologických, historických a archívních výzkumů
- Prachatice - hospodářské, sociální a architektonické dějiny, každodenní život a infrastruktura
- Hrady a zámky na Šumavě
- Dějiny farností na Prachaticku
- Národopis Prachaticka,
- Památky a architektura Prachaticka
- Výsledky archivního výzkumu Jihočeských archivů
- Výzkum a archivní studie v Bavorsku

#### Zlatá stezka - ročník 2018[19]
- Prachatický solný obchod v pozdním středověku: právo, cesty, konkurence[20]
- Die Stögerhütte bei Wallern. Geschichte einer bedeutenden Böhmerwald-Glashütte von 1538 bis zu ihrer Stillegung 1807[21]
- Obnova nepřijatých presentací eggenberského patronátu na beneficia duchovní správy v Prachaticích, Chrobolech a Mirovicích roku 1718[22]
- Městští písaři v Prachaticích v 16. století[23]
- Archeologie modernity na příkladu dvou zaniklých vesnic na Ktišsku[24]
- Z historie rodu Hoslovských (Hostlovských)[25]
- Z dějin literátského bratrstva v Prachaticích[26]
- Obraz literátského bratrstva v Prachaticích[27]
- Historie panského pivovaru ve Vlachově Březí[28]
- Pozemková reforma v Petrově Dvoře a libějický incident pohledem kronikářů a dobového tisku[29]
- Státní úředníci v přelomovém období 1918–1929 na českém jihu a jihozápadě v materiálech prezídia českého místodržitelství v Českém Krumlově, Vodňanech, Netolicích, Prachaticích, Volarech a Vimperku[30]
- František Beran - život jednoho vojína v první světové válce[31]
- První světová válka očima rolníka Vojtěcha Duška z Mahouše[32]
- Válečný deník Jana Vlka ze Čkyně[33]
- Drahota, lichva, sucho, kanonická generální vizitace": rok 1917 v písemnostech okresu prachatického[34]
- Vrahany ve farním kostele sv. Jakuba apoštola ve Lhenicích[35]
- Udělení čestného občanství obce Čkyně presidentům republiky T. G. Masarykovi a Edvardu Benešovi v roce 1937[36]
- Příspěvek k udělení uměleckého stipendia rakouského ministerstva kultu a vyučování Františku Heritesovi a k činnosti nadací Václava Floriana Heritese, Václava V. Heritese z Vodňan a Františka Hramacha z Volyně ve fondu českého místodržitelství (1884–1900) Národního archivu v Praze[37]

#### Zlatá stezka - ročník 2017[38]
- Zlatá cesta. Výzkum bavorské solné stezky do Čech na českém území[39]
- Vimperský rodák a kaplan P. (Johann) Franz Strebl (1732–1789), schwarzenberský titulista a penzista[40]
- "Tato podepsaná smlúva není sepsána než oustně vypověděna skrze mě" aneb právní záležitosti v Registrech bílých Jana Jeníška z Újezda a na Svrčovci[41]
- Das grosse Sterben Die Pest im Böhmerwald[42]
- Italská kolonie v Prachaticích v 16. a 17. století[43]
- Nové nálezy kovových předmětů z doby bronzové z Prachaticka[44]
- Středověké a raně novověké mlýny na zlatou rudu v Čechách[45]
- Archeologie a historie zaniklé vesnice Ktišky[46]
- Náboženské medailony z Křemžské kotliny[47]
- Hyjta Konopů v Mrákově[48]
- Rodina Johanna Hirsche v zrcadle deníku[49]
- Vila Johanna Nepomuka Krale[50]
- Udělení titulu doctor honoris causa Jiřímu Fröhlichovi[51]
- Sedmdesátiny Jana Michálka[52]
- Nové nálezy kovových předmětů z Prachaticka[53]
- Dvě nešťastné události z roku 1580[54]
- "Als wan das Feuer vom Himmel gefahlen werr" Der brennende Böhmerwald[55]
- "Císařpán zemřel" Úmrtí Františka Josefa I. v písemnostech prachatického archivu[56]
- Státní úředníci ve víru dějin na českém jihu a jihozápadě 1918–1920 v materiálech prezídia českého místodržitelství v Praze (1911–1920).Prachatice, Týn nad Vltavou, Železná Ruda[57]
- Zvony - duše každé farnosti. Osudy zvonů na území Volyňského vikariátu v první polovině dvacátého století.[58]
- Listina Karla IV. vydaná roku 1359 pánům z Janovic.[59]
- Vojáci z Prachaticka zemřelí ve vídeňských špitálech (1915–1920)[60]
- Ital Matěj Dicento v Prachaticích v 17. století[61]

#### Zlatá stezka - ročník 2016[62]
- Představitelé městské správy v Prachaticích v 17. století[63][64]
- Proces ustavování farnosti Omlenice aneb Od zámecké kaple k duchovní správě pro šlechtický statek Omlenička na Kaplicku (1715–1739)[65]
- Osudy pošumavských zámečků od Bílé Hory do současnosti. VIII. Čestice[66]
- Spory mezi lhenickými měšťany v letech 1733–1775[67]
- "Damit die Kinder diese Verbrechen nie vergessen!" Der Todesmarsch nach Wallern im Frühjahr 1945[68]
- Nálezy antických mincí u obce Chlum u Křemže[69]
- Příspěvek ke genealogii jihočeského rodu Plánků[70]
- Zásnubní prstýnky Rosiny a Karla Wimberských[71]
- Villa Daheim. Historie domu čp. 234 v Zahradní ulici v Prachaticích.[72]
- "Otto von Prachadicz". Passau und die Anfänge der Stadt Prachatitz am Goldenen Steig[73]
- Hříšní lidé města Prachatic v 16.-17. století[74]
- Řehoř Rumpál[75]
- Rumpálův dům v Prachaticích[76]
- Recta Tueri.Ferdinand I. Dobrotivý v písemnostech prachatického archivu[77]
- Státní úředníci v Prachaticích ve víru státoprávních a společenských změn 1918–1920. Boj o Prachatice ve světle pramenů z Prezídia českého místodržitelství v Praze (1911–1920)[78]
- Demografický vývoj obce Lštění od poloviny 18. do počátku 21. století[79]
- Organizace solního obchodu v Prachaticích v 16.-17. století[80]
- Kronikářské záznamy sušické rodiny Podlešnoviců a Kratochvílů z let 1740–1895[81]
- Co vypráví kámen při cestě v lesích Ouhřických?[82]
- Maximilián Rumpál. Román a skutečnost[83]

#### Zlatá stezka - ročník 2014–2015[84]
- Počátky farnosti Horní Vltavice a zřízení prvního kaplanství ve Vimperku aneb vytoužené i nečekané posily duchovní správy ve Vimperku v první třetině 18. století[85]
- "Zur Vermehrung der Ehr Gottes und besserer Beförderung der Seelsorg." Obnovení fary v Němčicích v letech 1722–1723[86]
- Průběh kolektivizace na okrese Prachatice. Vznik JZD Lhenice[87]
- Učitelský rod Hesů v Prácheňsku[88]
- Ojedinělý nález bronzové dýky u Nebahov na Prachaticku[89]
- Archeologický sešit Adolfa Černého z Netolic[90]
- Josef Messner (1822–1862)[91]
- PhDr. Václav Starý osmdesátiletý[92]
- PhDr. Václav Starý.Bibliografie prací publikovaných v letech 1994–2015 ve sborníku Prachatického muzea Zlatá stezka.[93]
- Péče o údržbu soumarské stezky a mostu za Volary v druhé polovině 16. století[94]
- "Tak nám zabili Ferdinanda". František Ferdinand d'Este v písemnostech prachatického archivu[95]

#### Zlatá stezka - ročník 2013[96]
- Příspěvek archeologie k poznání počátků a vývoje města Prachatic[97]
- Náboženská a patronátní agenda ve visitačních písemnostech panství Vimperk z první poloviny 18. století[98]
- K dějinám Husince[99]
- Výzkum Zlaté stezky v Německu převážně nevážně[100]
- Omezení dovozu bavorské soli do Čech[101]
- Martin Vimberský. Ze života jednoho prachatického měšťana v 16. století[102]
- Učitelský rod Hauserů na krumlovském panství[103]
- František Kubů šedesátiletý[104]
- Sláva vlasti, císaři. Oslava 50 let panování císaře Františka Josefa I. českým obyvatelstvem na Prachaticku[105]
- Plavení dřeva po řece Blanici v 18. až 20. století[106]
- Požár ve vesnici Javornice v roce 1656[107]
- Fond české místodržitelství v Národním archivu v Praze Sg. 2[108]
- Hygienické poměry v Prachaticích v 16.-17. století[109]
- Jednání na Kratochvíli v roce 1586[110]
- Zlatá stezka. Sborník Prachatického muzea. Obsah ročníků 11 (2004) - 20 (2013)[111]

#### Zlatá stezka - ročník 2012[112]
- P. Jan Josef Eder (1680–1729) a založení kaple sv. Jana Nepomuckého při farním kostele v Záblatí[113]
- Správa farního a zádušního majetku farnosti Vlachovo Březí v 17.-18. století[114]
- Z dějin obce Lažiště a okolí[115]
- Pořízení oltáře sv. Jana Nepomuckého pro kostel v Husinci v 18. století[116]
- Pořízení zvonů na věž kostela Nanebevzetí Panny Marie v Netolicích v 17. století[117]
- Pořízení zvonu na věž kostela sv. Václava v Netolicích v 17. století[118]
- Zvony na kostele Povýšení sv. Kříže v Husinci[119]
- Rod Jakuba Bursy, zednického mistra a lidového umělce[120]
- Hmotné prameny ze stanoviště zaniklé sklárny Buquoyů v Černém Údolí na Novohradsku[121]
- Barokní vybavení vimperského kostela Navštívení Panny Marie[122]
- Drobnosti o mentalitě jihočeské vesnice doby předbřeznové ve světle lidové slovesnosti[123]
- K dějinám stavebního vývoje kostela v Husinci[124]
- Cesta z Krumlova do Vídně v roce 1620[125]
- Setkání zástupců města Prachatic s císařem Rudolfem II. v Praze roku 1577[126]
- Počátky Sokola v českých zemích[127]
- Obec Záblatí v sg. Spolky českého místodržitelství v Praze[128]
- Rybník u Drslavic. Pověst a skutečnost[129]

#### Zlatá stezka - ročník 2011[131]
- Poslední Rožmberkové jako český a evropský fenomén[132]
- Kající misie na území prachatického vikariátu v polovině 18. století[133]
- Dopravní a komunikační revoluce ve volyňské části Pošumaví. Příběh revoluce zorným úhlem periferie[134]
- Osudy pošumavských zámečků od Bílé Hory do současnosti. VII. Čkyně[135]
- Dačický varhanář Václav Pantoček a Netolice[136]
- Pořízení varhan v kostele Nanebevzetí Panny Marie v Netolicích v 17. století[137]
- Pamětní knihy fary v Němčicích (1759–1939)[138]
- Rod malíře a grafika Josefa Krejsy[139]
- MUDr. Jan Antonín Mager sedmdesátiletý[140]
- Rožmberská výstava v Prachatickém muzeu[141]
- Expozice věnovaná sv. Janu Nepomuku Neumannovi v Prachatickém muzeu[142]
- Nedestruktivní archeologický výzkum rožmberské hrobky v kostele Nanebevzetí P. Marie ve Vyšším Brodě[143]
- Archeologické nálezy ze Svatoboru u Sušice[144]
- Výzkum Zlaté stezky v Německu dokončen[145]
- Drobný příspěvek ke stavebnímu vývoji areálu tvrze ve Smrčné[146]
- K dějinám církevní správy a kostela sv. Vojtěcha ve Lštění u Vimperka ve 14.-17. století[147]
- Poustevníci u kostela sv. Vojtěcha ve Lštění v 16.-18. století[148]
- Z dějin literátského bratrstva v Netolicích v 16.-17. století[149]
- Sokol v pamětních knihách města Netolice[150]
- Příspěvek k nejstarším dějinám Stögrovy Huti u Volar[151]
- Publikace s regionální tematikou vydané v letech 2010–2011[152]

#### Zlatá stezka - ročník 2010[153]
- Středověké nálezy z výššinných poloh v okolí Prachatic[154]
- Katovské řemeslo v Prachaticích[155]
- Spory měst Prachatice a Pasov v 16. století[156]
- Nářek prachatického faráře arcibiskupu Loheliovi roku 1621[157]
- Zápisky němčického kantora z 18. století[158]
- Příspěvek ke genealogii lesmistra Josefa Johna[159]
- Odhalení pamětní desky historikovi Johannu Matthäusi Klimeschovi[160]
- Milenium Zlaté stezky[161]
- Počátky obce Kosmo na Prachaticku[162]
- Udílení svátosti biřmování ve Strunkovicích nad Blanicí v 18. a 19. století[163]
- Spolek katolických tovaryšů v Netolicích[164]
- O trubačích v městě Prachaticích od 16. do počátku 17. století[165]
- Příspěvek k místopisu města Vimperka[166]
- Povýšení Prachatic na královské město v roce 1609[167]
- Příspěvek k otázce městské chudiny v Prachaticích v 16. století[168]
- Potok s česnekovým porostem[169]
- Současná regionální literatura jako hlavní pramen dalšího poznávání a výzkumu regionu[170]

#### Zlatá stezka - ročník 2009[171]
- Výzkum Zlaté stezky v Čechách dokončen[172]
- Zahájení výzkumu Zlaté stezky v Německu[173]
- K dějinám městské radnice v Prachaticích[174]
- Nástupní podmínky pro budoucího netolického faráře z roku 1681[175]
- Bratrstvo Oltáře navštívení sv. Alžběty v kostele sv. Jakuba v Prachaticích[176]
- Akademický sochař Josef Kvasnička a jeho rod[177]
- Jakub Bursa a jeho rod. 125 let od jeho úmrtí[178]
- Jamský písmák a malíř Václav Brom. * 21. 9. 1884 Jáma čp. 20, † 10. 2. 1962 Jáma čp. 15[179]
- Zpráva o činnosti archeologického pracoviště prachatického muzea v letech 2008 a 2009[180]
- Archeologické nálezy dýmek v jižních Čechách[181]
- Příspěvek archeologického výzkumu ke stavebnímu vývoji tvrze v Drslavicích[182]
- Historické důlní revíry na těžbu zlata a stříbra na Šumavě a v Pošumaví[183]
- Nejasné okolnosti smrti Charlese Havlata[184]
- Zpráva o průběhu obnovy historického jádra Prachatic a jeho okolí v roce 2008[185]
- Zpráva o průběhu obnovy historického jádra Prachatic v rámci programu regenerace městské památkové rezervace v roce 2009[186]
- Oprava střechy a krovu kostela sv. Jakuba v Prachaticích a odkryv a restaurování nástěnných maleb v presbytáři v roce 2009[187]
- Úprava technického vybavení historických zvonů a nový zvon pro hřbitovní kostel sv. Petra a Pavla ve starých Prachaticích[188]
- K dějinám moru v Prachaticích ve 14.-16. století[189]
- Prachatický tisk z roku 1529[190]
- Smrt Jiříka Hořčice v roce 1562[191]
- Příběh kroniky královského města Sušice. (Zdeňku Papešovi k sedmdesátým narozeninám)[192]
- Obecní záležitosti (tržní řád, obecní volby, rozdělení obcí atd.) týkající se obcí v bývalých okresech Klatovy, Písek, Prachatice, Strakonice i s přesahy do bývalých okresů České Budějovice, Plzeň-jih, Příbram (v hranicích historického Prácheňska) ve fondech Národního archivu v Praze[193]
- Povýšení Prachatic na královské město v roce 1609[194]

#### Zlatá stezka - ročník 2008[171]
- Kvildský systém pozůstatků Zlaté stezky[195]
- Náhrobník v podlaze kostela sv. Vojtěcha ve Lštění aneb Kněžské putování P. Františka Adama Hlaváče (1696–1743)[196]
- Příspěvek k dějinám kostel Nanebevzetí Panny Marie v Netolicích v 17. století[197]
- Tzv. Řešátkovy paměti města Sušice z přelomu 17. a 18. století[198]
- Zpráva o jednání Prachatických v Pasově v roce 1562[199]
- Akademický malíř Josef Jakší a jeho rod[200]
- Mistr Cyril Chramosta. (Vzpomínka k 100. výročí umělcova narození)[201]
- Ohlédnutí za akcemi ke 160. výročí narození Karla Klostermanna[202]
- Karel Klostermann a pošumavské zámečky. Dlouhodobá výstava v Prachatickém muzeu[203]
- Archeologický výzkum hradiště Na Jánu v Netolicích a budování archeoparku. Přehled problematiky a současný stav[204]
- Nález bronzových zlomků z doby římské v údolí Losenice u Kašperských Hor. (Možná stopa aktivity z doby římské na Šumavě)v[205]
- Církevní rok na Prachaticku podle zápisů knih ohlášek bohoslužeb z 19. století. Doba velikonoční.[206]
- Zory Varausové neuskutečněná slavnost k rozsvícení elektřiny[207]
- Památková péče ve Vimperku v roce 2008[208]
- 28. říjen a jeho ohlas na Prachaticku[209]
- Cesta Prachatických do Pasova v roce 1581[210]
- Dům U jelena ve Vimperku. Pověst a skutečnost[211]
- K dějinám kostela Sv. Jana Křtitele v Netolicích[212]
- Skalka v Prachaticích[213]
- Obecní záležitosti (tržní řád, obecní volby, rozdělení obcí atd.) týkající se obcí v bývalých okresech Prachatice, Klatovy, Písek a Strakonice (v hranicích historického Prácheňska) ve fondech Národního archivu v Praze[214]
- Požár v městě Prachaticích v roce 1644[215]

#### Zlatá stezka - ročník 2007.[216]
- Příspěvek ke starším dějinám Prachatic a okolí[217]
- Raub und Mord am Goldenen Steig. Ein Fallbeispiel von 1745[218]
- Horskokvildský systém pozůstatků Zlaté stezky[219]
- Z historie osady Reckerberg a její samoty Ranklov a několik poznámek k místnímu rodu Klostermannů[220]
- P. Jan František Kfeller ze Sachsengrün a kontrola archivů far prachatického vikariátu roku 1760[221]
- Jan Michálek šedesátiletý[222]
- Obnova kaple a křížové cesty v Borových Ladech[223]
- Vzpomínka na Jana Smila z Křemže[224]
- Zpráva o činnosti archeologického pracoviště Prachatického muzea v roce 2007[225]
- Církevní rok na Prachaticku podle zápisů knih ohlášek bohoslužeb z 19. století. Doba postní[226]
- Lipovické dožínky Zory Varausové z roku 1947[227]
- Zpráva o průběhu obnovy historického jádra Prachatic a jeho okolí v roce 2007[228]
- Obnova kostela Nejsvětější Trojice v Bohumilicích[229]
- Společenství poutníků do Mariazell ve Vlachově Březí. (Přípisek ke článku M. Gažiho ve Zlaté stezce 12-13/2005-2006)[230]
- Národní souručenství - český národ v době okupace. Studie z netolického regionu[231]
- K dějinám školy v Horní Vltavici[232]
- K dějinám Horní Vltavice[233]
- Rybník u Strážného ve světle archivních dokladů[234]
- Stabilní katastr a jeho možnosti při ověřování hodnověrnosti historických údajů - potvrzování existence stanovišť a výskytů. Příklad indikačního druhu motýla jasoně červenookého (Parnassius apollo L.)[235]
- Stabilní katastr a možnost ověřování hodnověrnosti historických údajů výskytu indikačních druhů a existence stanovišť. Příklad jasoně červenookého (Parnassius apollo L.) na Libíně u Prachatic[236]
- Skutečnost a fikce v Klostermannově románu V ráji šumavském, aneb Kde stával statek sedláka Podhamerského[237]
- Pomník umučených židovských žen z pochodu smrti v Rejštejně[238]

#### Zlatá stezka - ročník 2004
- Literátská škola v Prachaticích. Mýtus a skutečnost. Die Literatenschulein in Prachatitz. Mythos und Wirklichkeit[239]
- Organizace chudinské péče ve lhenické farnosti kolem roku 1786[240]
- К urbanistickému a stavebně historickému vývoji Netolic[241]

- Zhlířský systém pozůstatků Zlaté stezky. Das Haidler systém des Goldenen Steiges[242]
- Statek a tvrz v Dubu u Prachatic do 17. století[243]
- Tvrz Zálezly[244]

- Hospodaření prachatického městského špitálu roku 1595. Wirtschaftsführung des prechatitzer Stadtspitals im Jahr 1595[245]
- Mé osobní vzpomínky na Josefa Hanzala[246]
- V údolí smrti[247]
- Výroční zpráva Prachatického muzea za rok 2004[248]
- Gotický kachlový kadlub ze Smědče, okr. Prachatice. Die gotische Kachleform us Smědeč, Bez. Prachatitz[249]
- Údajné pravěké nálezy z Horního Záblatí u Prachatic. Die angeblichen vorzeitigen Funde aud Horní Záblatí bei Prachtice[250]
- Církevní rok na Prachaticku podle zápisů knih ohlášek bohuslužeb z 19. století. Advent[251]
- Proměny tradiční zástavby vesnic Prachaticka na základě na základě výzkumů z let 2002–2004[252]
- Stavební vývoj domu čp. 84 v Dlouhé ulici v Prachaticích[253]
- Zpráva o průběhu obnovy historického jádra Prachatic v letech 2003 a 2004[254]
- Objev patronky města na novorenesanční radnici v Prachaticích[255]
- Restaurování sgrafitové výzdoby Nové radnice v Prachaticích[256]
- Restaurování vitrají v kostele Navštívení Panny Marie ve Vimperku[257]
- Péče o zásobování vodou a její využití v Prachaticích v 16. až 18. století 2. Část. Die Wasserfürsorge und Wasserausnutznung in Prachatitz im 16. und 17. Jahrhundert 2. Teil[258]
- Počátky spolku vojínů a úředníků v Netolicích[259]
- Přírodní poměry vrchu Výrovec u Prachatic[260]
- Ohlédnutí za výstavou nerostů a hornin v Prachaticích[261]

#### Zlatá stezka - ročník 2001 - 2002[262]
- Osudy jednoho prachatického domu a jeho obyvatel v 16.-17. století[263]
- Epitaf Martina Schussera z Griefenfelsu v prachatickém farním chrámu sv. Jakuba. Decuc hoc persistet in aevum[264]
- Osudy pošumavských zámečků od Bílé hory do současnosti - VI. Dub - 1. část[265]
- Vrchnostenské mlýny na českokrumlovském panství na přelomu 17. a 18. století[266]
- Jan Kocourek. Osobní vzpomínky[267]
- Židovská pamětní deska ve Vimperku[268]
- Těžký, a přesto plodný život. In memoriam Pavla Nozara[269]
- Výroční zpráva Prachatického muzea za rok 2003[270]
- Město Prachatice na obrazech, kresbách a grafikách[271]
- Zpráva o činnosti archeologického pracoviště Prachatického muzea v roce 2003[272]
- Archeologický výzkum městského opevnění ve Vodňanech v roce 1999[273]
- Nález středověké zásobnice v Hájku u Bavorova[274]
- Krásný sloh v Prachaticích. O dvou dochovaných konzolách z doby okolo r. 1400[275]
- Netoličtí hasiči v období 1888–1914[276]
- K dějinám varhan na kůru děkanského kostela sv. Jakuba v Prachaticích v 18. století[277]
- Svatokrádež v Bavorově roku 1719[278]

#### Zlatá stezka - ročník 2001 - 2002[279]
- Odsun sudetských Němců z okresu Prachatice[280]
- Goticko-renesanční svatostánek farního chrámu sv. Jakuba v Prachaticích[281]
- Losenický systém pozůstatků Zlaté stezky[282]
- Poplužní dvory na dominiu posledních Rožmberků - norma a skutečnost[283]
- Rod básníka Antonína Sovy, předkové matčini[284]
- Rod básníka Antonína Sovy, nejbližší příbuzenský okruh[285]
- Jiří Fröhlich - 55 let[286]
- Sté výročí narození prachatického rodáka Josefa Beneše[287]
- Naplněný život. In memoriam Vratislava Francla[288]
- Za všechno díky. In memoriam Jana Kocourka[289]
- Výroční zpráva Prachatického muzea za rok 2001[290]
- Výroční zpráva Prachatického muzea za rok 2002[291]
- Prachatické psí známky po vzniku republiky československé[292]
- Zpráva o činnosti archeologického pracoviště Prachatického muzea v letech 2001 a 2002[293]
- Dva nové archeologické výzkumy v historickém jádru Prachatic[294]
- Sklárna Kaltenbrunn na Šumavě a zhodnocení hmotných pramenů z výzkumu jejího stanoviště[295]
- Zpráva o průběhu obnovy historického jádra Prachatic v letech 2001 a 2002[296]
- Zpráva o průběhu obnovy kostela sv. Anny na Libínském Sedle v roce 2001[297]
- Synagoga ve Vimperku[298]
- Z historie hodin na věži děkanského kostela sv. Jakuba v Prachaticích[299]
- Hodiny na věži radnice v Prachaticích[300]
- Regule bratrstva sv. Barbory v Bohumilicích[301]
- Městské lázně ve Vimperku v období 16.-18. století[302]
- Péče o zásobování Vimperka vodou v 16. a 17. století[303]
- Kdy se změnily rozměry prachatického náměstí?[304]
- Z dějin názvů ulic města Prachatic v 16. a 17. století. Příspěvek k místopisu města[305]
- Netoličtí hasiči v osmdesátých letech devatenáctého století[306]
- Jan Neruda a jeho pobyty ve Vlachově Březí a na Šumavě ve světle jeho korespondence, fejetonistické tvorby a nepřímých botanických údajů[307]

#### Zlatá stezka - ročník 2000[308]
- Dláždění města Prachatic[309]
- "Vesnice se stanou Prachaticemi a Prachatice zpustlou vesnicí". Studie k hustotě provozu na Zlaté stezce za třicetileté války[310]
- Systém pozůstatků Zlaté stezky na Obecním vrchu[311]
- Osudy pošumavských zámečků od Bílé hory do současnosti. 5. Lčovice[312]
- Tvrze a zámky v Horním Staňkově, Hlavňovicích a Přestanicích[313]
- Soupis hor a lesů na českokrumlovském panství z roku 1600[314]
- Rod básníka Antonína Sovy. Předkové otcovi[315]
- Slavnosti solné Zlaté stezky. Deset let v historii Prachatic[316]
- Marie Žlábková mravně pohoršující? K životnímu osudu emancipované ženy z první poloviny 20. století. (2. část)[317]
- Výroční zpráva Prachatického muzea za rok 2000[318]
- Das "Schloss" in Wallern[319]
- Muzeum Dr.Šimona Adlera v Hartmanicích-Dobré Vodě[320]
- Zpráva o činnosti archeologického pracoviště Prachatického muzea v roce 2000[321]
- Archeologický doklad středověkého stáří Lhoty pod Kůstrým[322]
- Zpráva o průběhu obnovy městské památkové rezervace Prachatice v roce 2000[323]
- Unikátní "vodojemy" na Šumavě[324]
- Křesťanská cvičení v některých farnostech prachaticko-netolického vikariátu v polovině 18. století[325]
- Kněz Havel Hozlinger. Příspěvek k náboženským poměrů v Prachaticích v druhé polovině 16. století[326]
- Počátky sboru dobrovolných hasičů v Netolicích[327]
- Poděkování prachatických za darování knihy[328]